# Ditaxis illimaniensis
Ditaxis illimaniensis är en törelväxtart som beskrevs av Henri Ernest Baillon. Ditaxis illimaniensis ingår i släktet Ditaxis och familjen törelväxter. Inga underarter finns listade i Catalogue of Life.